# Minderstadt
Eine Minderstadt ist in der Siedlungsgeographie eine Kategorie von Orten mit eingeschränktem Stadtrecht. Das wichtigste Recht einer Minderstadt war das Marktrecht, damit verbunden waren wirtschaftliche Vorteile für die Bewohner des Ortes, z. B. die Handwerker. Minderstädte hatten eine wichtige Versorgungsfunktion für das Umland, sie waren die zentralen Orte der untersten Ebene. Sie finden sich häufig in dünn besiedelten Gebieten, wo der Weg zum Markt in der nächsten Stadt für die Bauern zu weit war.
Viele Minderstädte wurden im 13. und 14. Jahrhundert in der Nähe einer Burg gegründet. Diese bot Schutz und garantierte den störungsfreien Handel. Zugleich konnten auch die Burgbewohner leichter versorgt werden.
Bezeichnungen, die auf eine Minderstadt hindeuten, haben historischen Charakter, werden aber noch in einigen deutschen Bundesländern und in Nachbarstaaten verwendet. So finden sich vergleichbare Formen von Kleinstädten mit Marktrechten auch in Skandinavien und Großbritannien.
Zu unterscheiden ist Minderstadt und Titularstadt. Eine Titularstadt ist ein Ort, der nicht (mehr) alle Merkmale einer Stadt aufweist, aber berechtigt ist, den Titel Stadt zu führen.

## Deutschland

### Markt

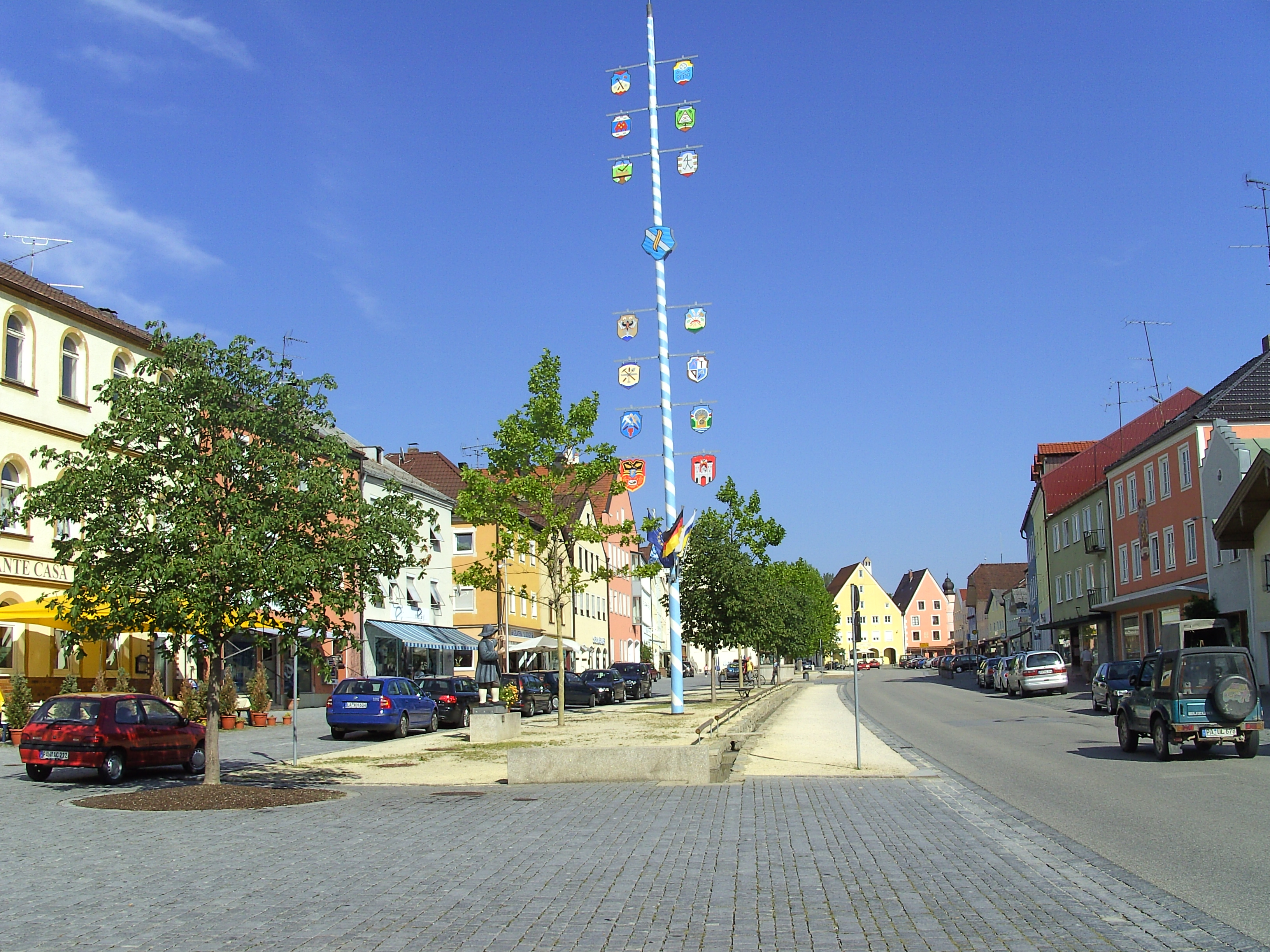
Marktplatz des Marktes Aidenbach in Niederbayern

Markt bzw. Marktgemeinde ist die gängige Bezeichnung einer Minderstadt in Bayern und Österreich.
Das bayerische Kommunalrecht unterscheidet bei kreisangehörigen Gemeinden zwischen Städten, Märkten und Gemeinden. Den Titel Markt führen in Bayern 386 Gemeinden (Stand 2009). Der Titel wird noch heute verliehen. Jüngste Minderstadt in Deutschland ist Ruhstorf an der Rott. Mit dem Titel Markt war im Mittelalter das Marktrecht verbunden.

### Flecken
In Norddeutschland war für Minderstädte die Bezeichnung Flecken gebräuchlich. Die Bezeichnung war mit dem Marktrecht verbunden, deshalb wird auch die Bezeichnung Marktflecken verwendet.
In Niedersachsen führen 49 Gemeinden (Stand 2022) die Bezeichnung Flecken als Titel, der faktisch keine Bedeutung mehr hat.
In Sachsen-Anhalt führen zwei Gemeinden diesen Titel (z. B. Diesdorf)
In Hessen führen fünf Gemeinden den Titel Marktflecken, (z. B. Weilmünster).
In Schleswig-Holstein wurde der Titel Flecken 1934 abgeschafft, die meisten Orte dieser Kategorie (z. B. Bredstedt und Nortorf) wurden zu Städten erhoben. In der amtlichen Statistik wurde später die Kategorie Hauptort eingeführt, als größerer geschlossener Ort mit überwiegend städtischem Charakter, der aber keine Stadtrechte hat (z. B. Büchen, Leck, Satrup)
In Brandenburg wurden im 19. Jahrhundert eine Reihe von Orten als Flecken bezeichnet (z. B. Gerswalde, Plaue und Schermeisel), erhalten geblieben ist die Bezeichnung nur noch im Ortsnamen Flecken Zechlin.
In Westfalen-Lippe führten Bösingfeld, Alverdissen, Schwalenberg und Varenholz (alle in Lippe) den Titel Flecken.
Am Niederrhein führten die Orte Alpen und Sonsbeck den Titel Flecken bis 1974.
Katzenelnbogen im Taunus war Flecken bis 1962, seither Stadt.

### Wigbold
In Westfalen gibt es die alte Bezeichnung Wigbold (auch Wiegbold, Weichbild). Im 19. Jahrhundert bzw. in der ersten Hälfte des 20. Jahrhunderts wurden u. a. Ochtrup, Metelen, Westerkappeln, Wolbeck, Harsewinkel und Ottenstein Wigbold genannt.
Die Orte Nienborg, Schöppingen und Südlohn führten die Bezeichnung Wigbold noch bis zum 30. Juni 1969.
Im Osnabrücker Land wurden im 19. Jahrhundert Bramsche und Ostercappeln als Weichbild bezeichnet.

### Freiheit

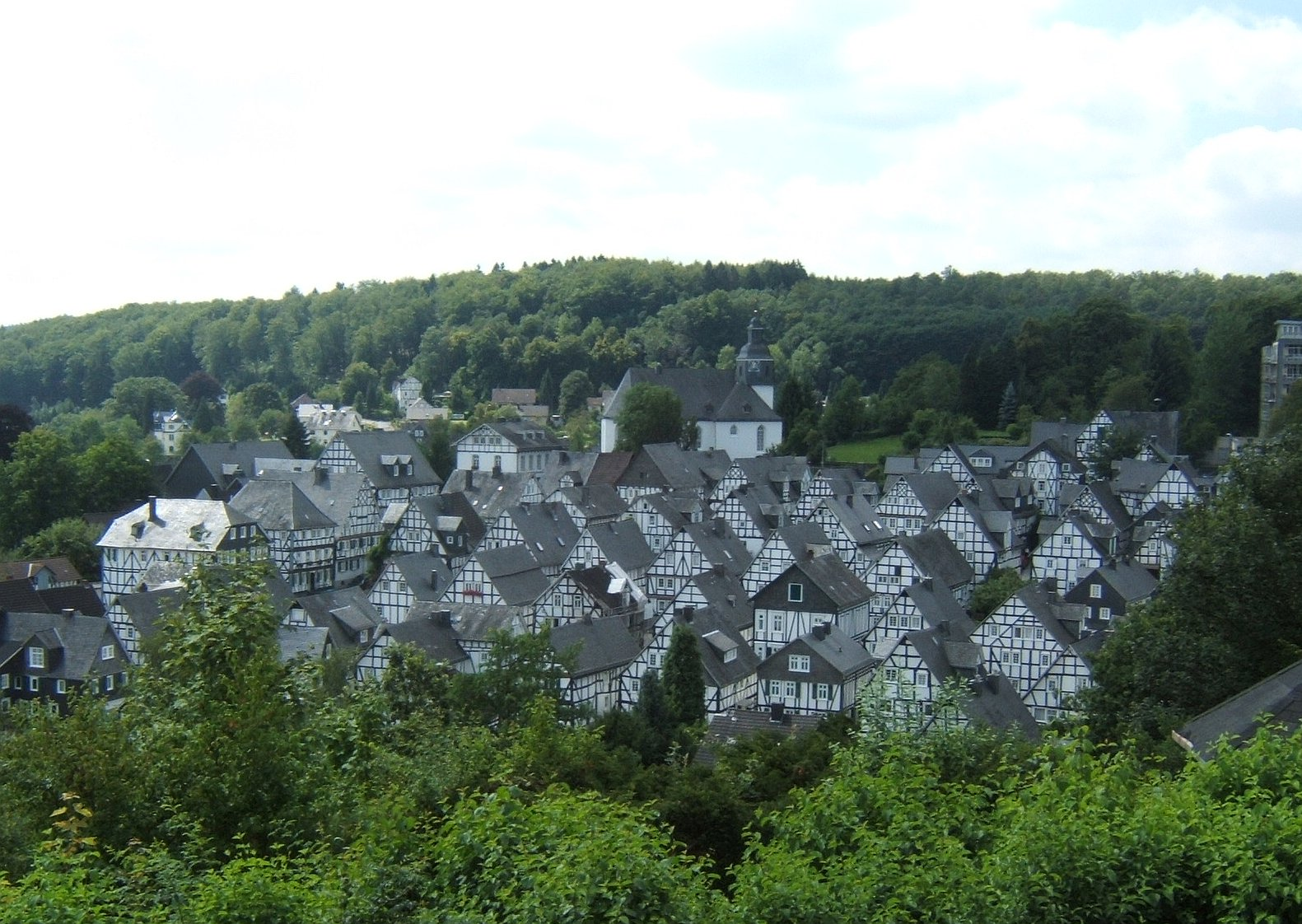
Der Alte Flecken, Freudenbergs historisches Zentrum. Der Ort erhielt 1456 die Rechte einer Freiheit.

Eine weitere historische Form der Minderstadt ist die Freiheit. Die Rechte einer Freiheit wurden in Westfalen und im Bergischen Land verliehen. Deren Rechte kamen denen der Stadt sehr nahe.
Ein Beispiel dafür ist Bödefeld im Sauerland. Seit 1342 trägt der Ort den Namen „Freiheit Bödefeld“. Mit dem Titel „Freiheit“ war das Privileg verbunden, einen Magistrat und einen Bürgermeister zu wählen und den Ort selbst zu verwalten. Das Privileg endete 1803, der Name ist geblieben. Hinzu trat in der Regel das Recht der Befestigung der Freiheit mit Wall und Graben. Im Sauerland und Siegerland hatten u. a. die heutigen oder ehemaligen Städte Altena, Meschede, Sundern, Freudenberg, Hüsten und Freienohl die Rechte einer Freiheit; ebenso eine Reihe von Dörfern wie Affeln und Hachen.
Auch im Ruhrgebiet hatten etliche Orte seit dem Mittelalter den Rang einer Freiheit. Buer hieß „Freiheit Buer“; andere Orte, die den Titel trugen, waren Hagen, Wattenscheid, Westerholt, Mengede, Blankenstein, Westhofen, Horst und Wetter.
Im Münsterland waren Freiheiten u. a. Gemen und Metelen. Für eine Liste der Flecken, Wigbolde und Freiheiten in Westfalen siehe unter Weblinks.
Im Bergischen Land waren u. a. Mülheim ab 1322, Gerresheim ab 1368 und Elberfeld ab 1444 eine Freiheit.

## Baden-Württemberg
In einigen Bundesländern ist der Status einer Minderstadt oder ein vergleichbarer Status unbekannt. In Baden und Württemberg erhielten auch sehr kleine Ortschaften den Titel „Stadt“. In alten Karten finden sich gelegentlich Hinweise auf Orte mit einem Status, der de facto einer Minderstadt entspricht, z. B. Mudau, Seelbach, und Schwarzach am Rhein.

## Schweiz
In der Schweiz gibt es keinen Status, der einer Minderstadt entspricht. In der Geschichte finden sich jedoch einige Beispiele, wie  Beromünster oder Schwyz, im traditionellen Sprachgebrauch Flecken genannt; Langenthal, früher eine Marktgemeinde, seit 1997 im statistischen Sinne eine Stadt; ferner Trogen in Appenzell Ausserrhoden und Rothenburg im Kanton Luzern. Diese verfügten alle über ein Markt-, jedoch nicht über ein Stadtrecht – auch kein minderes.

## Österreich
In Österreich wird die Bezeichnung Marktgemeinde verwendet. Bei der Bezeichnung handelt es sich heute um einen Titel, den die Gemeinde führt, rechtlich besteht aber kein Unterschied zu anderen Gemeindearten. Die Anzahl der Marktgemeinden liegt bei über 700, der Schwerpunkt liegt in Niederösterreich. Die größte Marktgemeinde Österreichs ist Lustenau in Vorarlberg mit 23.342 Einwohnern (Stand: 31. Dezember 2019).

## Italien
In Italien findet sich der Titel, historisch bedingt, heute noch in Südtirol. Beispiele sind die Marktgemeinden Kastelruth und St. Ulrich.

## Frankreich
Auch im Elsass war die Bezeichnung Flecken für eine Marktgemeinde üblich. Beispiele: Brumath und Westhoffen.

## Dänemark
Einige Orte in Nordschleswig (z. B. Højer und Løgumkloster) führten den Titel flække. In anderen Teilen Dänemarks war der Titel handelsplads geläufig (z. B. Hadsund und Marstal). Solche dänischen Minderstädte waren wie die anderen Landgemeinden auch administrativ den Amtsbezirken untergeordnet, während eine Stadt (Købstad) bis 1970 direkt der staatlichen Zentralverwaltung in Kopenhagen unterstand.

## Schweden
In Schweden führten über 100 Orte den Titel köping, z. B. Örnsköldsvik und Älmhult; im Rahmen der Kommunalreform von 1971 wurden alle schwedischen kommuner (Gemeinden) gleichgestellt. Keine Gemeinde hat einen besonderen Titel oder besondere Rechte.

## England
In England gibt es die Bezeichnung market town. Die ersten Market Towns entstanden im 13. Jahrhundert. Sie waren in ihrer Stellung den Marktgemeinden in Deutschland vergleichbar. Der Name deutet – wie in Bayern – in vielen Fällen auf den Status des Ortes hin, wie Market Bosworth oder Needham Market.

## Ex-Sowjetunion
In den postsowjetischen Staaten gibt es zwischen städtischen (город, Gorod) und dörflichen Siedlungen (сельское поселение, translit. sel'skoje poselenije) die Siedlung städtischen Typs (посёлок городского типа, translit. possjolok gorodskogo tipa).

## Tschechien
In Tschechien wird eine Minderstadt als městys (auch městečko) bezeichnet. Die Gemeindeart wurde bis 1954 verwendet und 2006 wieder eingeführt. Den Status eines městys vergibt der Vorsitzende des Abgeordnetenhauses auf Antrag der Gemeinde und nach Stellungnahme der Regierung. Zum 1. Januar 2007 gab es in Tschechien 123 Minderstädte. Am 9. Mai 2022 waren es 230.

## Polen
In Polen wird eine Minderstadt als miasteczko bezeichnet. Dies ist jedoch kein gesetzlicher Status, da diesbezüglich heutzutage ausschließlich zwischen Städten und Dörfern unterschieden wird.

## Estland
In Estland gibt es neben Stadt- und Landgemeinden elf sogenannte Minderstädte (alev), z. B. Aegviidu im Landkreis Harjumaa.

## Litauen
In Litauen werden Gyvenvietes (Siedlungen) nach Miestas (Stadt), Miestelis (Städtchen) und Kaimas (Dorf) unterschieden. Siedlungen sind dort aber nur im Ausnahmefall identisch mit Gebietskörperschaften. Städte können Gemeindestatus haben oder zusammen mit anderen Siedlungen in einer größeren Selbstverwaltungsgemeinde Savivaldybė liegen. Städte wie Städtchen können den Status eines Gemeindeteils (Seniūnija) – ohne Selbstverwaltung – haben oder zusammen mit anderen Siedlungen in einer größeren Seniūnija liegen.